# Christina Harbich
Christina Harbich (Porto Alegre, 24 de fevereiro de 1956) é uma ex-ginete brasileira. Competiu no salto individual e por equipes nos Jogos Olímpicos de Verão de 1988. Na época em que participava do hipismo competitivo, usava o nome Christina Johannpeter.

## Biografia
Foi vitoriosa no Festival Hípico Noturno em Porto Alegre nos anos de 1986 a 1988, sendo a primeira mulher a vencer essa competição. Esteve na reserva durante os Jogos Pan-Americanos de 1987, em Indianápolis.
Ficou em quinto lugar por equipes durante a Copa das Nações, em Estocolmo. Para os Jogos Olímpicos de Verão de 1988, em Seul, Christina estaria na reserva, mas a Confederação Brasileira de Hipismo reavaliou os resultados da amazona na Europa, colocando-a na titularidade.
Em Seul, o time brasileiro enfrentou dificuldades, já que Nelson Pessoa Filho acabou desistindo após a morte de suas montarias. Ainda assim, a equipe conseguiu uma oitava colocação. No individual, Christina fez um 69º lugar na primeira eliminatória e acabou desistindo de continuar na disputa.
Deixou o hipismo pouco depois da Olimpíada de Seul. Para poder continuar crescendo no esporte, Christina deveria competir na Europa, mas preferiu estar mais perto de sua filha, Karina, que estava com seis anos e em idade escolar. Em 1990, administrava uma agência de viagens e representação de produtos de turismo.
Christina continuou envolvida com o hipismo após deixar as competições. Em 2017, chefiou a equipe campeã do Concurso de Salto Internacional Oficial, na Eslováquia.

## Vida pessoal
Foi a segunda esposa do empresário Jorge Gerdau Johannpeter, sendo mãe de Karina Johannpeter, medalhista pan-americana no hipismo. Competiu ao lado de André Johannpeter, também filho de Jorge Gerdau, durante os Jogos Olímpicos de 1988.